# Vaultier (Militär)
Vaultier (fl. 18. Jhd.) war ein französischer Offizier („Artillerie-Commissär“) und Militärschriftsteller.
Er ist Verfasser einer „beliebten“ (Max Jähns) Abhandlung zur Kriegsführung mit dem Titel Observations sur L’Art de faire la Guerre, Suivant les Maximes des plus Grands Généraux (Die Kunst, Krieg zu führen, nach den Maximen der größten Generäle) in drei Teilen, die 1714 in Paris bei Louis Coignard erschien.